# Венденталер

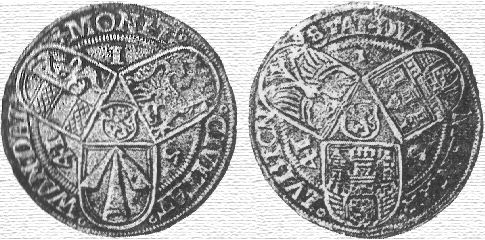
Венденталер

Венденталер (нім. Wendentaler) — назва великої срібної монети Люнебурга номінальною вартістю в 2 марки, карбованій у 1541 році.
З 1379 ганзейське місто Люнебург входило до складу Вендського монетного союзу. Спочатку він заснований з метою полегшення торгівлі шляхом уніфікації монетної стопи та вільного ходіння грошей одних міст на території інших у межах спілки. У XVI столітті міста-учасники союзу зіштовхнулися із низкою труднощів. Широке поширення в цей час в Європі талера призвело до того, що самобутня грошова система Вендського монетного союзу, заснована на любекській марці, що дорівнює 16 шилінгів, не сприяла, а перешкоджала торгівлі. Вага викарбуваної в Люнебурзі монети в 28,73 г наближалася до талера, що отримав широке поширення.
Монета містила зображення гербів шести міст, що входять до Венського союзу. На аверсі помістили герби Люнебурга, Гамбурга та Любека, на реверсі — Вісмара, Ростока та Штральзунда. Круговий напис на аверсі «MONET(a) CIVITAT(um) WANDAL(icarum)» означає «монета Вендського союзу», на реверсі «STAT(us) DUA(rum) MARCAR(um) LUBECE(e) N(sium)» «вартістю в дві любекські марки». У центрі трикутника гербів розташований невеликий щит із символом Люнебурга. Також на обох сторонах є дата «1541». Нумізматичні джерела особливо підкреслюють, що попри поміщену на монету дату, її викарбували не раніше 1544. Про це свідчить знак монетника Германа Гантера, який вступив на службу у 1544. Існує припущення, що «1541» може означати рік угоди, що давала можливість містам союзу карбувати монети номіналом у 2 марки.